# Semester i Miami
Semester i Miami (engelska: Moon Over Miami) är en amerikansk musikalfilm från 1941 i regi av Walter Lang. I huvudrollerna ses Betty Grable och Don Ameche. I övriga huvudroller ses Robert Cummings, Carole Landis, Jack Haley och Charlotte Greenwood.

## Rollista i urval
- Don Ameche – Phil O'Neil
- Betty Grable – Kathryn 'Kay' Latimer, "Miss Adams"
- Robert Cummings – Jeffrey Boulton II
- Carole Landis – Barbara Latimer, "Miss Sears"
- Jack Haley – Jack O'Hara
- Charlotte Greenwood – Susan Latimer
- Cobina Wright – Connie Fentress
- Lynne Roberts – Jennie May
- Robert Conway – Mr. Lester
- George Lessey – William Bolton
- Robert Greig – Brearley
- Minor Watson – Reynolds
- Fortunio Bonanova – Mr. Pretto